# Lake Waikopiro
Der Lake Waikopiro ist ein See im Hastings District der Region Hawke’s Bay auf der Nordinsel von Neuseeland.

## Geographie
Der Lake Waikopiro befindet sich direkt südlich angrenzend an den Lake Tūtira und liegt damit rund 27 km nördlich von Napier. Direkt nördlich angrenzend liegt der durch einen 20 m bis 100 m breiten Streifen getrennte Lake Tūtira und am westlichen Ufer führt der New Zealand State Highway 2 vorbei. Der kleine See umfasst eine Fläche von 11,4 Hektar und erstreckt sich über eine Länge von rund 400 m in Westsüdwest-Ostnordost-Richtung. An seiner breitesten Stelle misst der See rund 285 m in Südsüdost-Nordnordwest-Richtung. Seine Uferlinie bemisst sich auf rund 1,4 km Länge.
Ein Zu- und Abfluss des Sees ist nicht zu erkennen.

## Wanderweg
Der Waikopiro Loop Track ist ein Wanderweg rund um den See. Die Wegezeit wird mit 20 min veranschlagt.